# Vicente Franco
Vicente Franco (Ferrol, La Corunya, segle XIX) fou un notable guitarrista i compositor gallec.
Forma la seva educació en el popular instrument en els estudis del mestre Aguado i les clàssiques composicions de Sor. No es limità a ser un excel·lent concertista, sinó que també fou molt discret compositor d'obres musicals per a guitarra, que mereixen força estima, en opinió de Pedrell.
També va fer una transcripció per aquell instrument dels famosos exercicis de Thalberg. Donà concerts a Espanya i Amèrica, i a l'Havana, on residí cert temps, publicà un Método para el estudio de la guitarra.